# Theodor Julius Hertel

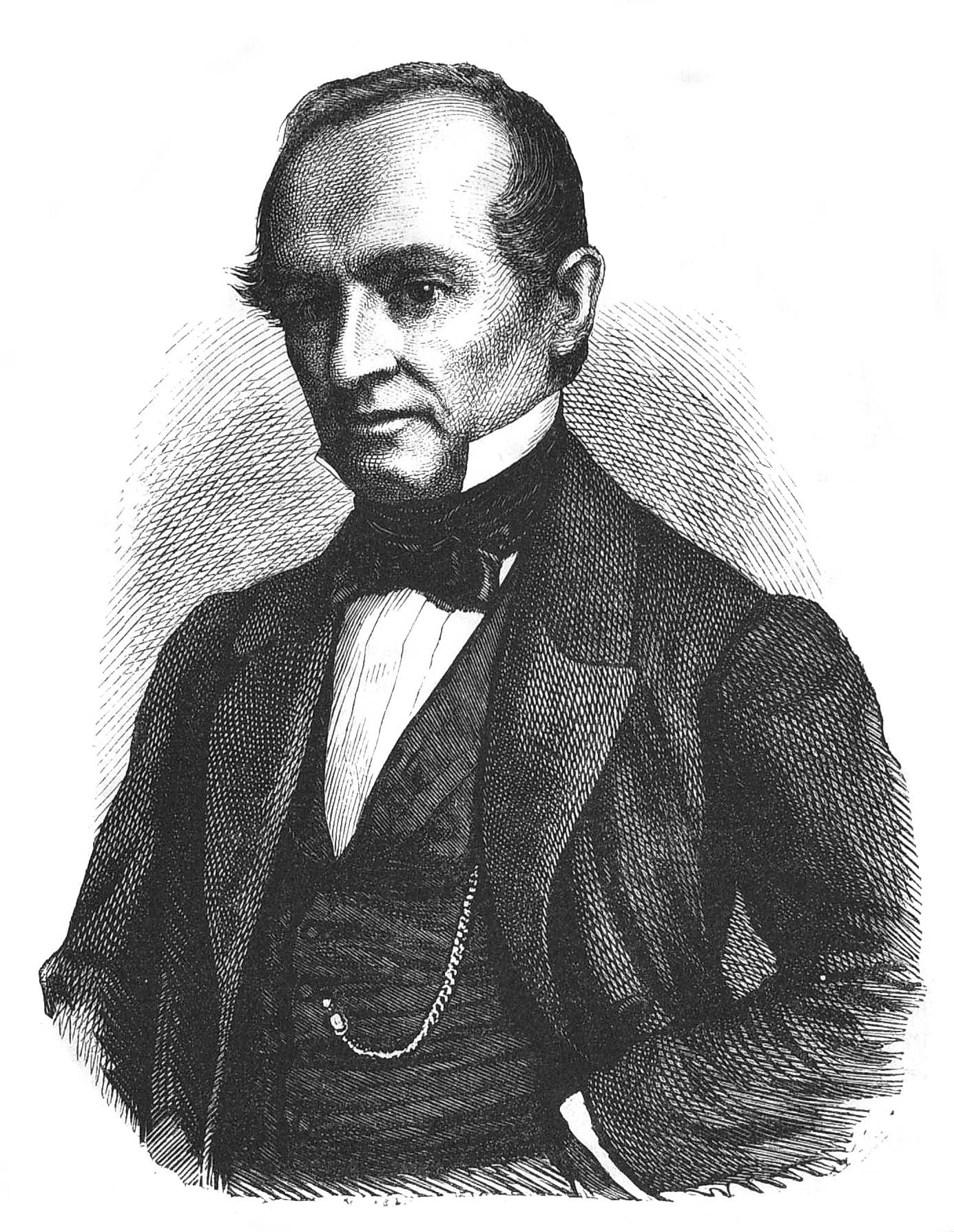
Theodor Julius Hertel (veröffentlicht 1862 in Die Gartenlaube)

Theodor Julius Hertel (* 13. Januar 1807 in Nemt bei Wurzen; † 3. April 1880 in Dresden) war ein deutscher Bürgermeister.

## Leben

### Familie
Theodor Julius Hertel war der Sohn des Pfarrers Johann Gottlob Hertel (* 4. April 1771 in Wurzen; † 10. Juni 1842 in Sitten bei Leisnig) und dessen Ehefrau Johanne Wilhelmine Charitas (geb. Seyffarth) (* 2. August 1774 in Sitzenroda bei Torgau; † 4. Februar 1842 in Zschaitz bei Döbeln), Tochter des Pfarrers zu Sitzenrode und späteren Oberpfarrers in Belgern, Carl Friedrich Seyffarth (1726–1796). Er hatte sieben Geschwister, von denen zwei im Kindesalter verstarben:
- Ernestine Hertel (* 11. Januar 1803; † 6. Januar 1874 in Mügeln bei Oschatz), verheiratet mit dem Pastor zu Großweitzschen bei Döbeln, Johann Friedrich Sandhoff (1788–1865);
- Theodor Albert Hertel (* 26. August 1804 in Nemt; † 17. August 1891 in Dresden), Pfarrer in Seiffen im Erzgebirge;
- Johann Ludwig Hertel (* 28. Dezember 1810; † 2. Juli 1888 in Lommatzsch), Schuldirektor in Lommatzsch;
- Wilhelmine Franziska Hertel (* 15. Oktober 1812; † 29. September 1889 in Dresden), unverheiratet;
- Friedrich August Hertel (* 16. August 1816; † 21. Juni 1849 in Dresden), zuletzt Rechtsanwalt in Strehla bei Riesa.

Theodor Julius Hertel war seit dem 8. September 1835 in Dresden in erster Ehe Anne Marie (* 17. Februar 1816 in Dresden; † 2. August 1844 ebenda), Tochter des Dresdner Bürgermeisters Gottlob Heinrich Schulz (1764–1821). Gemeinsam hatten sie eine Tochter:
- Anna Maria Hertel (* 6. Oktober 1837 in Dresden; 30. Juni 1865 ebenda), verheiratet mit dem Senatspräsidenten beim Dresdner Oberlandesgericht, Oskar Constanz Leonhardi (1831–1897[2]).

Nach dem Tod seiner ersten Ehefrau heiratete er am 27. Mai 1858 in zweiter Ehe in Dresden Camilla Eleonora (* 17. Mai 1826 in Dresden; † unbekannt), Tochter des königlich-sächsischen Hofrats und Schriftstellers, Carl Gottfried Theodor Winkler (1775–1856), der besser unter seinem Pseudonym „Theodor Hell“ bekannt ist. Gemeinsam hatten sie drei Kinder:
- Marie Camilla Hertel (* 19. März 1859 in Dresden; † unbekannt), Zeichenlehrerin in Dresden;
- Sophie Camilla Hertel (* 28. August 1860 in Niederlößnitz; † unbekannt), Mitbesitzerin und Mitvorsteherin einer Lehr- und Erziehungsanstalt für Töchter höherer Stände in Dresden;
- Alexander Julius Hertel (* 17. Dezember 1868 in Dresden; † unbekannt), wurde Rechtsanwalt in der Kanzlei zusammen mit dem königlich-sächsischen Justizrat Windisch sowie Dr. Helm.

### Ausbildung
Er besuchte von 1822 bis 1824 die Schule in Freiberg (heute: Geschwister-Scholl-Gymnasium Freiberg) und immatrikulierte sich 1824 an der Universität Leipzig und studierte Rechtswissenschaften Er promovierte mit seiner  Dissertation De instrumentis, quae indiscreta vocantur, commentatio iuris romani et saxonici ad Ieg. XXV. §. IV. Dig. de probationibus et ord. pr.rec. app. §. V. am 22. Dezember 1833 zum Dr. jur. beider Rechte abschloss. Nach dem Studium war er als Rechtsanwalt in Dresden tätig.

### Politische Tätigkeiten
Er wurde 1837 in den Rat der Stadt Dresden gewählt und gründete nach dem Tod von Christoph August Tiedge 1842 die Tiedge-Stiftung, dessen Aufgabe es war, bedürftige Dichter, und Künstler sowie deren Witwen und Waisen durch zeitweilige oder lebenslange Pensionen zu unterstützen. Die Stiftung, der er bis zu seinem Tod vorstand, finanzierte auch Denkmale und Erinnerungstafeln für Dichter und Künstler sowie weitere künstlerische Arbeiten für einen Ankauf durch Museen oder für öffentlich zugängliche Orte wie Kirchen.
1843 war er Vorsitzender der Prüfungskommission für die Bauhandwerker.
Seit 1851 war er bis 1868 Mitglied der II. Kammer des sächsischen Landtages.
Er stand als einer von drei Bürgermeistern seit 1853 dem städtischen Finanzwesen vor und war der Stellvertreter des Oberbürgermeisters Wilhelm Pfotenhauer.
1866 war er im Ausschuss der Leipzig-Dresdner Eisenbahn-Compagnie; im gleichen Jahr wurde er auch zum Stellvertreter des Ausschussvorsitzenden des Landtagsausschusses zur Verwaltung der Staatsschulden, Wilhelm Pfotenhauer, gewählt.

### Politisches Wirken
Theodor Julius Hertel gehörte zu den Vorkämpfern der deutschen Einheit und befürwortete schon unter dem Ministerium von Friedrich Ferdinand von Beust Sachsens Anschluss an Preußen und seine Politik. Als langjähriges Mitglied der zweiten Ständekammer hat er auch an der sächsischen Landesgesetzgebung wesentlichen Anteil genommen und förderte namentlich eine freie Entwicklung von Gewerbe, Handel und Verkehr.

## Ehrungen und Auszeichnungen
- 1893 wurde die Hertelstraße in Dresden nach Theodor Julius Hertel benannt.[10]
- Er wurde mit dem Ritterkreuz des Verdienstordens ausgezeichnet.[11]
- Der Großherzog Carl Alexander von Sachsen-Weimar-Eisenach verlieh ihm 1863 das Ritterkreuz 1. Klasse des Ordens der Wachsamkeit oder vom weißen Falken.[12]
- Der preußische König Wilhelm I. verlieh ihm 1868 den Königlichen Kronenorden III. Klasse.[13]

## Schriften (Auswahl)
- mit Emil Ferdinand Vogel: De singulari historiae studio primario verae iurisprudentiae fonte commentatio. Deutrich, Leipzig 1828.
- De instrumentis, quae indiscreta vocantur commentatio juris Romani et Saxonici ad leg. XXV. § IV. Dig. de probationibus et Ord. Pr. Rec. App. §. V. Melzer, Leipzig 1832.
- mit Carolus Fridericus Günther: De mariti actione contra uxorem ob fructus paraphernorum non perceptos. Staritz, Leipzig 1832.
- Die Rechtsverhältnisse des Stadtkrankenhauses und das Eigenthum an den Grundstücken Nr. 9 in der Stiftstraße und Nr. 20a in der Friedrichstraße. Dresden 1867.